# Body Count (гра)
«Body Count» — рейковий шутер 1994 року для Sega Mega Drive. Це одна з небагатьох ігор, які використовують світловий пістолет Menacer і Mega Mouse.
У США гра була випущена через сервіс Sega Channel.

## Геймплей
Гравець виступає у ролі солдата одинака, що протистоїть інопланетянам, які вторглися на землю.